# Ballet de los Campos Elíseos
Ballet de los Campos Elíseos (en francés: Ballets des Champs-Élysées) es una compañía de danza francesa, creada en París en 1945 por el coreógrafo y bailarín Roland Petit. Compuesta por gente joven ansiosa de renovar la estética y la temática del ballet encarna en el terreno de la danza el espíritu renovador y vanguardista de las artes y las letras francesas al finalizar la Segunda Guerra Mundial. Contó con la colaboración de Borís Kojnó como director artístico, de Christian Bérard como escenógrafo y de Jean Cocteau como libretista. Su sede hasta la disolución de la compañía en 1950 fue el Teatro de los Campos Elíseos de París.

## LasSoirées de la Danse
El comienzo de los Ballet de los Campos Elíseos se halla en las soirées de ballet organizadas por la empresaria y balletómana Irène Lidova a finales de 1944, ya terminada la  Ocupación, en el Théâtre Sarah Bernhardt de París. Lidova recurrió a la colaboración de dos jóvenes coreógrafos y bailarines --Janine Charrat y Roland Petit-- que ya habían destacado anteriormente en varios recitales y contaban con amigos y colegas bailarines como  Jean Babilée, Nina Vyroubova, Serge Perrault, Ethery Pagava, Nathalie Philippart, Daniel Seillier, Colette Marchand. Con muy pocos medios --la música de los ensayos y de las funciones corría a cargo de un pianista (Jean-Michel Damase) y los bailarines contribuían con su vestuario-- Lidova organizó cuatro programas. La primera función, con una parte de ballet blanc sobre música de Chopin y otra parte con temas de La bella durmiente de Chaikovski, tuvo lugar el 1 de diciembre de 1944, Jean Babilée bailaba el paso a dos del Pájaro azul y estrenaba su primera coreografía, Sérénité, sobre la sonata Pathétique de Beethoven acompañado por Nathalie Philippart. Para el segundo programa del 15 de diciembre Roland Petit compuso su primer verdadero ballet Le Rossignol et la Rose sobre el conocido cuento de Oscar Wilde con música de Schumann, con Petit y Vyroubova como protagonistas. El tercer programa del 29 de diciembre presentó escenas del ballet romántico Giselle con Vyroubova y Petit, y un ballet moderno sobre la música de Un americano en París de Gershwin, el primer intento de Petit en este género "americano". En vista del éxito rotundo Roland Petit tomó la iniciativa y con la ayuda financiera de su padre y con los colaboradores de las soirées organizó con Lidova el cuarto programa. Tuvo lugar el 2 de marzo en el Théâtre des Champs-Élysées y presentó un ballet de Petit Les Forains que se ha convertido en un hito del ballet de la segunda mitad del siglo XX. Con decorados y vestuario de Bérard, argumento de Kojnó y música de Henri Sauget conjuraba en un ambiente poètico y melancólico la vida de los artistas de un circo ambulante. También se estrenó un ballet titulado Guernica con música de Paul Bonneau que reflejaba la experiencia de la guerra a punto de terminar.

## El apogeo del Ballet de los Campos Elíseos (1945-1950)
En el verano de 1945, ya sosegada la vorágine de la Liberación,  Petit y los suyos prepararon el programa con el que bajo el nombre de Ballet de los Campos Elíseos iban a presentarse en otoño en el Théatre des Champs Élysées parisino. El 25 de octubre debutó la nueva compañía con Les Forains de Petit y Jeu de cartes coreografía de Janine Charrat sobre música de Stravinski con Babilée en el Joker. La recepción por parte del público y de la crítica fue excelente. Después de pasar el invierno en Cannes actuando en el teatro del Casino y ensayando nuevas coreografías la compañía volvió a su sede de Paris para la temporada de primavera. En marzo estrenaron La Fiancée du Diable, Les amours de Jupiter, ambas de Petit, y Los Caprichos con coreografía de Ana Nevada y decorados de Antoni Clavé dos artistas españoles. Con estas novedades y algunas piezas del repertorio clásico, como El Espectro de la rosa, bailado por Babilée, Petit y sus bailarines se presentaron en abril en el Adelphi Theatre de Londres donde fueron recibidos por un público entendido y entusiasta. Colmados de éxito regresaron a París donde en junio actuaron en el Théâtre des Champs-Élysées. Esa temporada fue memorable por el estreno de Le Jeune Homme et la Mort, un ballet "existencialista" con libreto de Cocteau, decorados de Georges Wakhevitch y música de Bach que lanzó a la fama a Jean Babilée. En otoño de 1947 antes de abandonar la compañía por diferencias con la administración Roland Petit montó sus dos últimos ballets, Le Bal des Blanchisseuses, un divertimento sobre música del norteamericano Vernon Duke, y Treize Danses inspirado en unos versos de Verlaine con vestuario de Christian Dior. Para paliar la marcha de Roland Petit, Kojnó integró en la dirección a Victor Gsovsky, hasta entonces maître de ballet, e hizo venir de Estados Unidos a David Lichine como coreógrafo. Con bailarines nuevos como Vladimir Skouratoff, Alexander Kalioujny y la jovencísima Leslie Caron la compañía iniciaba una nueva etapa que lamentablemente iba a ser la última. Para la temporada de 1948 Lichine presentó dos novedades La Création, un ballet sin música que mostraba a un coreógrafo moviendo a su capricho a los bailarines como si fueran elementos abstractos, y La Rencontre ou Oedipe et la Sphinx con música de Henri Sauget y la pareja Babilée-Caron. La ausencia de Petit por otro lado dio oportunidades coreográficas a Babilée que compuso en 1948 L´Amour et son Amour sobre una idea de Cocteau y música de César Franck y en 1949 Till Eulenspiegel con música de Richard Strauss. Sin embargo por esas fechas las relaciones entre la compañía y Roger Eudes, el empresario del Théâtre des Champs Élysèes, se habían deteriorado. En vísperas de una gira a Estados Unidos y Australia Babilée, una de las estrellas insustituibles de la compañía, rompió con Eudes. Los Ballet de los Campos Elíseos dejaron de existir poco después, desaparecieron como un cometa que en su rápida y brillante vida fue un magnífico embajador del joven ballet francés en el mundo